# Subordination des organes
La loi de subordination des organes est un principe de systématique et biologie de l'évolution développé par Georges Cuvier dans son ouvrage Histoire naturelle des poissons (1828-1831).
Cette loi permet d'établir une classification naturelle grâce aux organes de l'animal. Le système nerveux donne les embranchements, les organes de la respiration et de la circulation donnent les classes, et ainsi de suite avec les ordres, les tribus, les genres et les espèces,,,.